# Weiler (Eppishausen)
Weiler ist ein Ortsteil der oberschwäbischen Gemeinde Eppishausen. Der Weiler liegt etwa zwei Kilometer nördlich des Hauptortes und ist über Gemeindestraßen mit diesem verbunden. Westlich des Ortes fließt der Haselbach, südöstlich befindet sich der Wald Hasenackergehau. Mehrere Zuflüsse des Haselbaches fließen nördlich des Ortes. Der Norden des Ortsgebietes wird überwiegend landwirtschaftlich genutzt.
Erstmals urkundlich erwähnt wurde Weiler im Jahre 1459. Bereits zu dieser Zeit gehörten die Pfarrei und der Ort mit dem Gericht zu Eppishausen. Im Jahre 1584 wurden in einer Urkunde acht Hintersassen als Grundholden des Ulrich von Tanneck zu Eppishausen genannt, weshalb es sich wohl um einen Ausbau von Eppishausen gehandelt hat. Ulrich von Tanneck zu Eppishausen hatte auch das Beholzungsrecht in der Eppishauser Waldallmende. 1540 gehörte der Ort zur Herrschaft Kirchheim, wo er bis zur Rheinbundakte blieb. Seitdem gehört Weiler zur politischen Gemeinde Eppishausen.
Im Ort befindet sich die unter Denkmalschutz stehende Kapelle Unserer lieben Frau, die 1709 zu Ehren der Altöttinger Muttergottes errichtet wurde.